# Kızılcakışla, Sivas
Kızılcakışla là một xã thuộc thành phố Sivas, tỉnh Sivas, Thổ Nhĩ Kỳ. Dân số thời điểm năm 2011 là 52 người.